# Lampriminae
A Lampriminae a rovarok (Insecta) osztályában  a szarvasbogárfélék (Lucanidae) családjának egyik alcsaládja. Az alcsaládba 5 nem tartozik.

## Rendszerezés
A családba az alábbi nemek tartoznak:
Dendroblax (White, 1846) - 1 faj
Homolamprima (MacLeay, 1885) - 1 faj
Lamprima (Latreille, 1806) - 8 faj
Phalacrognathus (MacLeay, 1885) - 1 faj
Streptocerus (Fairmaire, 1850) - 1 faj

## Fordítás
- Ez a szócikk részben vagy egészben  a   Lampriminae című norvég Wikipédia-szócikk fordításán alapul.  Az eredeti cikk szerkesztőit annak laptörténete sorolja fel. Ez a jelzés csupán a megfogalmazás eredetét és a szerzői jogokat jelzi, nem szolgál a cikkben szereplő információk forrásmegjelöléseként.